# Super Bowl V
A Super Bowl V az 1970-es NFL-szezon döntője. Az AFL és az NFL összeolvadása után ez volt az első Super Bowl. Először adták az NFL bajnokának a trófeát Vince Lombardi-trófea néven, amelyet az első két Super Bowl nyertes csapatának, a Green Bay Packers vezetőedzőjének tiszteletére neveztek el, aki 1970-ben hunyt el.
A mérkőzést a Miami Orange Bowl stadionban Miamiben játszották, 1971. január 17-én. A Baltimore Colts nyerte a Super Bowlt.

## A döntő résztvevői
A Baltimore Colts az AFC East csoportban 11–2–1-es mutatóval jutott az alapszakaszba, az AFC első kiemeltjeként. A konferencia-elődöntőben a Cincinnati Bengals-t győzték le 17–0-ra, a konferencia-döntőben pedig az Oakland Raiders-t 27–17-re. Mindkét mérkőzésüket hazai pályán játszották. A Colts két évvel korábban a Super Bowl III döntőjében szerepelt, amit elvesztett.
A Dallas Cowboys az NFC East csoportban 10–4–0-s teljesítménnyel zárt és az NFL második kiemeltjeként jutott a rájátszásba. A konferencia-elődöntőben Detroit Lions ellen hazai pályán mindössze 5–0-ra győztek, a Cowboys a mérkőzésen egy mezőnygólból és egy safetyből szerzett pontokat. A konferencia-döntőben a San Francisco 49ers-t idegenben győzték le 17–10-re. A Cowboys első Super Bowl döntőjét játszotta.

## A mérkőzés
A Baltimore Colts 16–13-ra nyerte a mérkőzést a Dallas Cowboys ellen. A mérkőzés legértékesebb játékosa a vesztes csapatból került ki, a Cowboys linebackerje, Chuck Howley nyerte el a díjat. Ez volt az első és máig az egyetlen alkalom, hogy a vesztes csapat egyik tagja lett a Super Bowl legértékesebb játékosa. A Super Bowl történetében először nyerte el a díjat védekező játékos.
| N | Idő                  | Drive                | Drive                | Drive                | Csapat               | Play leírása                                                                                  | Pont                 | Pont                 |
| N | Idő                  | Play                 | Yard                 | Időtartam            | Csapat               | Play leírása                                                                                  | Colts                | Cowboys              |
| - | -------------------- | -------------------- | -------------------- | -------------------- | -------------------- | --------------------------------------------------------------------------------------------- | -------------------- | -------------------- |
| 1 | 5:32                 | 3                    | 2                    | 1:40                 | Cowboys              | Mezőnygól. Matt Clark 14 yardról.                                                             | 0                    | 3                    |
|   |                      |                      |                      |                      |                      |                                                                                               |                      |                      |
| 2 | 14:52                | 8                    | 58                   | 3:12                 | Cowboys              | Mezőnygól. Matt Clark 30 yardról.                                                             | 0                    | 6                    |
| 2 | 14:10                | 3                    | 75                   | 0:42                 | Colts                | Touchdown. John Mackey 75 yardos átadás Johnny Unitas-tól, Jim O'Brien blokkolt jutalomrúgás. | 6                    | 6                    |
| 2 | 7:53                 | 3                    | 28                   | 1:07                 | Cowboys              | Touchdown. Duane Thomas 7 yardos átadás Craig Morton-tól, Matt Clark jutalomrúgás.            | 6                    | 13                   |
|   |                      |                      |                      |                      |                      |                                                                                               |                      |                      |
| 3 | nem volt pontszerzés | nem volt pontszerzés | nem volt pontszerzés | nem volt pontszerzés | nem volt pontszerzés | nem volt pontszerzés                                                                          | nem volt pontszerzés | nem volt pontszerzés |
|   |                      |                      |                      |                      |                      |                                                                                               |                      |                      |
| 4 | 7:35                 | 2                    | 3                    | 0:35                 | Colts                | Touchdown. Tom Nowatzke 2 yardos futás, Jim O'Brien jutalomrúgás.                             | 13                   | 13                   |
| 4 | 0:05                 | 2                    | 3                    | 0:52                 | Colts                | Mezőnygól. Jim O'Brien 32 yardról.                                                            | 16                   | 13                   |